# قلبي لا يستطيع الخفقان إلا إذا طلبت منه ذلك (فلم)
قلبي لا يستطيع الخفقان إلا إذا طلبت منه ذلك (بالإنجليزية: My Heart Can't Beat Unless You Tell It To) فيلم دراما، ورعب أمريكي لعام 2020 من تأليف وإخراج جوناثان كوارتاس، وبطولة باتريك فوجيت، وإنجريد صوفي شرام، وأوين كامبل. يدور الفيلم حول شقيقان غامضان يجدا نفسيهما على خلاف حول رعاية أخيهما الأصغر الضعيف، والمريض. عرض الفيلم لأول مرة في 28 يوليو 2020 بمهرجان شنغهاي السينمائي.

## طاقم التمثيل
باتريك فوجيت: في دور دوايت
إنجريد صوفي شرام: في دور جيسي
أوين كامبل: في دور توماس
مويسيس إل توفار: في دور ادواردو
يهوذا بيتمان: في دور تيرنر
كاتي بريستون: في دور بام
أنتوني بيدون: في دور المشرد
بالاشتراك مع: جون رودس - إيفانا بيكون - نانسي فونغ - ميخا وايت - كولبي فرايزر - يونيو فرايزر - سارة لونجوريا - ستيف براون - ماري توسكانو - أدريان أكيرز - جيسي ر. براون - ساشا عمان - هنري جراي - تشارلز جراي - ليزي دابشينسكي فول - كاميلا فاولر - جاري مكلارين - ثروات وين - جيف هانسون - ديلان جونسون - تايلور فليمنج - تاي هيس.

## ملخص أحداث الفيلم
يجوب دوايت (باتريك فوجيت) الشوارع بعد حلول الظلام، إنه يبحث كل ليلة عن الوحدة والبؤس، ويبحث عن أشخاص لن يفوتهم. دوايت لا يشعر بالسعادة في هذا، لكنه يحتاج إلى دمائهم، حيث لا يستطيع شقيقه الصغير الهش توماس (أوين كامبل) بدون دم بشري جديد، البقاء على قيد الحياة. ان كل حالة وفاة لها حصيلة أكبر، وعبء جرائمه يزداد ثقلاً في كل مرة، ويهدد بتكسير روحه. لكن توماس، وشقيقته جيسي (إنجريد صوفي شرام) هم جميع أفراد العائلة الذين تركهم دوايت، وكوحدة عائلية شديدة الخصوصية ومتماسكة، فإنهم يعتمدون عليه، وعلى الطقوس التي تعلموها من أجل الحفاظ على سرهم. يسعى دوايت من أجل حياة أخرى، وتحتاج جيسي إليه للبقاء معًا، ودائما يجب أن يرضع الصبي.

## الإنتاج والإصدار
بدأ التصوير الرئيسي في سولت ليك سيتي في مايو 2019. كان من المقرر أن يتم عرض الفيلم لأول مرة عالميًا في مهرجان تريبيكا السينمائي التاسع عشر في أبريل 2020 قبل تأجيل المهرجان بسبب جائحة كوفد 19، وفي سبتمبر 2020، نالت شركة أفلام دارك سكاي حقوق توزيع الفيلم في الولايات المتحدة.

## استقبال الفيلم
منح موقع الطماطم الفاسدة الفيلم تقييماً مقداره 98% بناءاً على آراء 40 ناقداً سينمائياً، وكتب إجماع نقاد الموقع: «غير مستقر، ومقنع بنفس القدر، الفيلم تعويذة ملفتة للنظر ومثيرة للتفكير».
منح موقع ميتاكريتيك الفيلم تقييماً مقداره 70% بناءاً على آراء 6 نقاد.
منح بوبي ليبير، من موقع فيلم ثرت، الفيلم درجة 7/10.
كتب موقع الناقد روجر: «الفيلم هو، كما أشرت، فيلم لمصاصي الدماء ظاهريًا لكنه يفتقر إلى الروعة المرئية، والإثارة المثيرة التي يرتبط بها المرء عادةً مع هذا النوع»، ومنح الفيلم ثلاثة نجوم من أصل أربعة.

## الجوائز والترشيحات
مهرجان الفيلم الأمريكي 2019: فاز بجائزة الولايات المتحدة في التقدم.
مهرجان كليفلاند السينمائي الدولي 2021: فاز بجائزة مسابقة الاتجاه الجديد.
مهرجان مولينز السينمائي 2020: فاز بجائزة لجنة التحكيم.
مهرجان رازوريل 2020: ترشح لجائزة لجنة التحكيم.
مهرجان ساسكاتون السينمائي الرائع 2020: فاز بجائزة المشاهدين.
سيتجيس مهرجان الفيلم الكتالوني الدولي 2020: فاز بجائزة المواطن كين لأفضل إخراج، وجائزة الرؤية الجديدة.
«تنبيه» فيلم فيست 2020: ترشح لجائزة المشاهدين.
مهرجان صن فالي السينمائي 2020: فاز بجائزة مختبر الفيلم.
مهرجان ساو باولو السينمائي الدولي 2020: ترشح لجائزة أفضل إخراج.
مهرجان ثيسالونيكي السينمائي 2020: ترشح لجائزة جولدن الكسندر.
مهرجان تريبيكا السينمائي 2020: فاز بجائزة لجنة التحكيم الخاصة، وترشح لجائزة أفضل مخرج روائي جديد، وترشح لجائزة المؤسسين.

## روابط خارجية
- مقالات تستعمل روابط فنية بلا صلة مع ويكي بيانات